# 앨디 전투
엘디 전투(Battle of Aldie)는 1863년 6월 17일 버지니아주 라우던 카운티(Loudoun County)에서 벌어진 전투로, 미국 남북전쟁 중 게티즈버그 전역의 일부에 포함된다.
젭 스튜어트 소장의 기병대는 블루리지산맥을 방패막이 삼아 셰넌도어 계곡에서 북쪽으로 향하는 로버트 리의 남군 보병군단을 엄호하고 있었다. 뒤를 쫓던 저드슨 킬패트릭 준장의 북군 기병여단이 토마스 T. 문포드 대령의 남군 기병대를 앨디에서 공격하여, 4시간 동안 전투를 벌였다. 양 측은 연대와 중대급 부대로 전투를 치렀다. 킬패트릭은 오후에 지원을 받았고, 문포드는 마침내 미들버그로 철수했다.

## 전투
6월 17일 아침 일찍, 문포드 대령은 버지니아 2 기병대와 3 기병대를 이끌고 라우던 계곡을 넘어 동쪽으로 어퍼빌에서 미들버그를 지나 불런 산맥에 있는 앨디로 향했다. 문포드 대령은 적의 활동을 감시하기 위해 앨디에 몇 개의 전초선을 세웠고, 휘하 2개 연대는 마을 북서쪽으로 철수시켜, 프랭클린 카터의 농장에 숙영지를 세웠다. 얼마 안되어 2 뉴욕 기병대의 2개 중대가 엘디에서 남군 전초들을 몰아내고 마을을 점령했다.
그 사이에 문포드 여단의 나머지 부대(윌리엄스 카터 위크햄 대령이 지휘하는 1, 4, 5 버지니아 기병대)는 도버 밀에 도착했다. 이 마을은 엘디 서쪽 리틀 강에 위치한 작은 마을이었다. 위크햄은 토마스 L. 로서 대령에게 5 버지니아 기병대를 이끌고 엘디에서 가까운 곳에서 숙영지를 물색하라는 지시를 내렸다. 5 버지니아 기병대는 뉴요커들 사이로 들어갔고, 엘디 밖으로 그들을 몰아냈다. 윌리엄 애덤 농장 동쪽에 저격병들(뢰벤 F. 보스턴 대위가 지휘하는 I 중대 50명)을 배치한 후, 로서는 엘디 밖으로 뻗어가는 2개의 도로를 감시할 수 있는 능선을 따라 병력을 배치하고 북군의 반격에 대비했다. 문포드와 위크햄도 같이 했다.
양측은 곧 일어날 격전에 대비하여 포병과 기병대를 증강시켰다. 제일 먼저 북군 돌격을 맞이한 문포드는 북군의 돌격을 저지하고 그들을 후퇴시켰다. 1 매사추세츠 기병대가 스니커스 갭 턴파이크의 막다른 모퉁이에서 덫에 걸렸고, 전투에 참가한 8개 중대 294명 중 198명을 잃어 괴멸되었다. 헨리 리 히긴슨이 지휘하는 부대는 백병전 끝에 실질적으로 전멸했다. 북군 증원부대가 어두스름해질때 전투 현장으로 돌격해오면서 전투 흐름이 방향을 바꾸었다. 문포드는 북군 기병대가 미들스버그에서 발견됨에 따라 스튜어트로부터 후퇴하라는 명령에 따랐으나, 패배로 인정하지는 않았다.북군의 피해는 전사 및 부상자가 305명이었고, 남군의 피해는 110명에서 119명 사이였다.
엘디 전투는 스튜어트가 라우던 계곡을 건너 리의 본대 위치를 탐색하려던 플레손턴의 위협을 성공적으로 지연시킨 일련 소규모 전투의 첫 출발이었다.

## 참고 문헌 자료
다음은 영어판에서 참고한 문헌 자료다.
- National Park Service battle description 보관됨 2006-05-26 - 웨이백 머신
- Head, James W., History and Comprehensive Description of Loudoun County Virginia, Richmond, Virginia: Parkview Press, 1908
- O'Neill, Robert F., The Cavalry Battles of Aldie, Middleburg and Upperville: Small But Important Riots, June 10-27, 1863, Lynchburg, Virginia: H.E. Howard, 1993, ISBN 1-56190-052-4.